# Église Notre-Dame-de-l'Assomption du Vast
L'église Notre-Dame du Vast est un édifice catholique qui se dresse sur le territoire de la commune française du Vast, dans le département de la Manche, en région Normandie.

## Localisation
L'église Notre-Dame est située dans le bourg du Vast, dans le département français de la Manche.

## Historique
À la fin du XIVe ou au début du XVe siècle, les patrons et seigneurs du Vast reconstruisent le chœur de l'église et offrirent le vitrail du chevet.

## Description

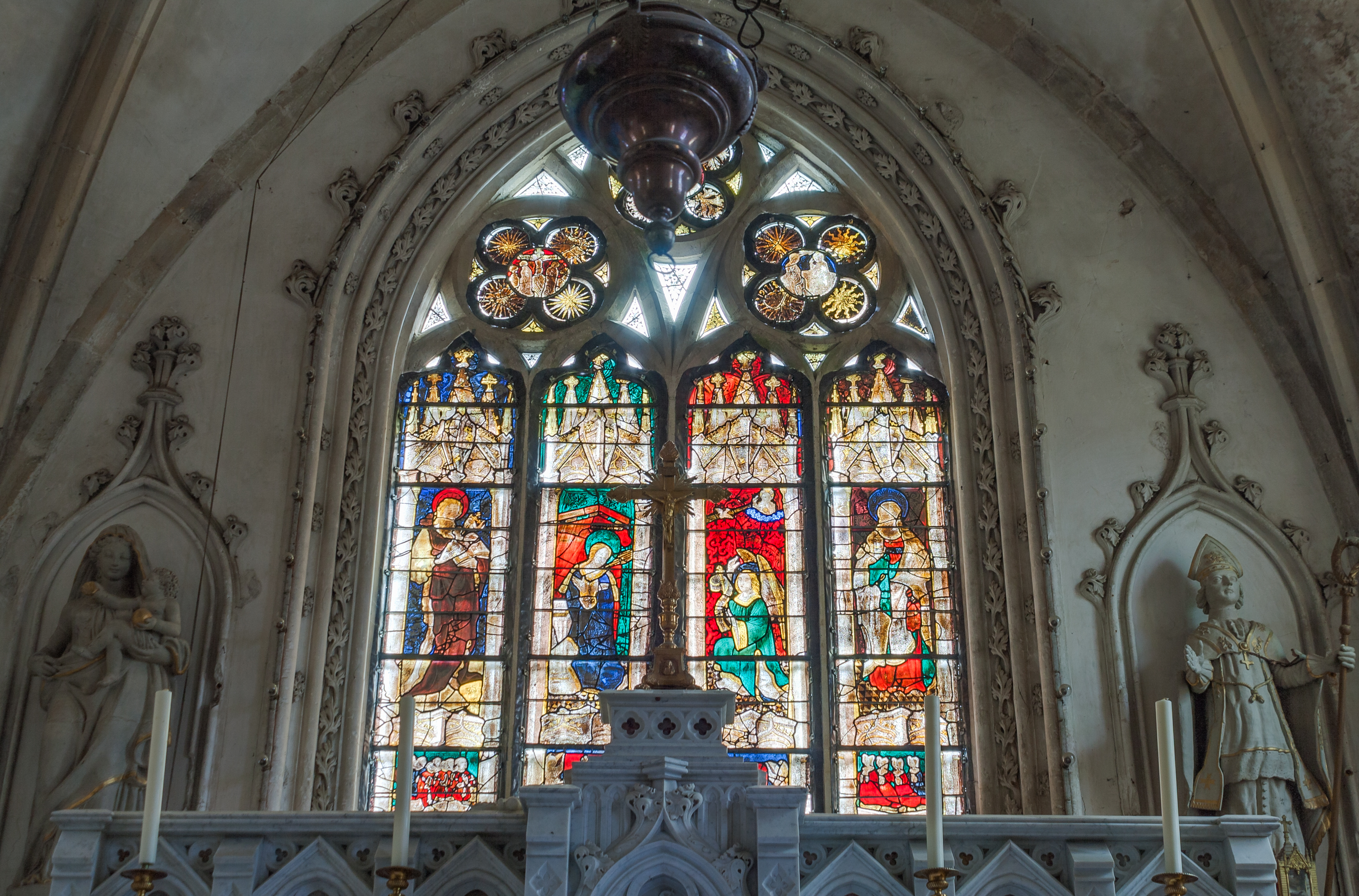
La verrière de l'annonciation.

Son chœur a été reconstruit à la fin du XIVe siècle. Sur une clef de voûte figure un blason avec les armes de Roger Suhart : de gueules à la croix fleurdelisée d'argent. La tour, la nef avec ses bas-côtés ont été réédifiés en style néogothique en 1863.
Le chevet est percé d'une fenêtre rayonnante ornée d'un grand vitrail divisé en quatre panneaux du début du XVe siècle, avec de gauche à droite, « l'annonciation de saint Jean-Baptiste et de la Vierge Marie », ainsi que l'archange Gabriel et sainte Marie Madeleine. Grâce à l'identification de ses donateurs ou peut dater cette verrière des environs de 1400. Au bas du vitrail sont représentés agenouillés, à gauche quatre chevaliers et, sur la droite, quatre nobles demoiselles. Ces personnages représentent Roger Suhart, seigneur du Vast, le donateur, son épouse, Lucette de Canouville, et leurs quatre enfants : Marguerite Suhart, Roger Suhart, qui sera seigneur du Vast après son père, Richard Suhard et Robert Suhart, futur curé du Vast. Les autres vitraux sont du XXe siècle.

## Mobilier

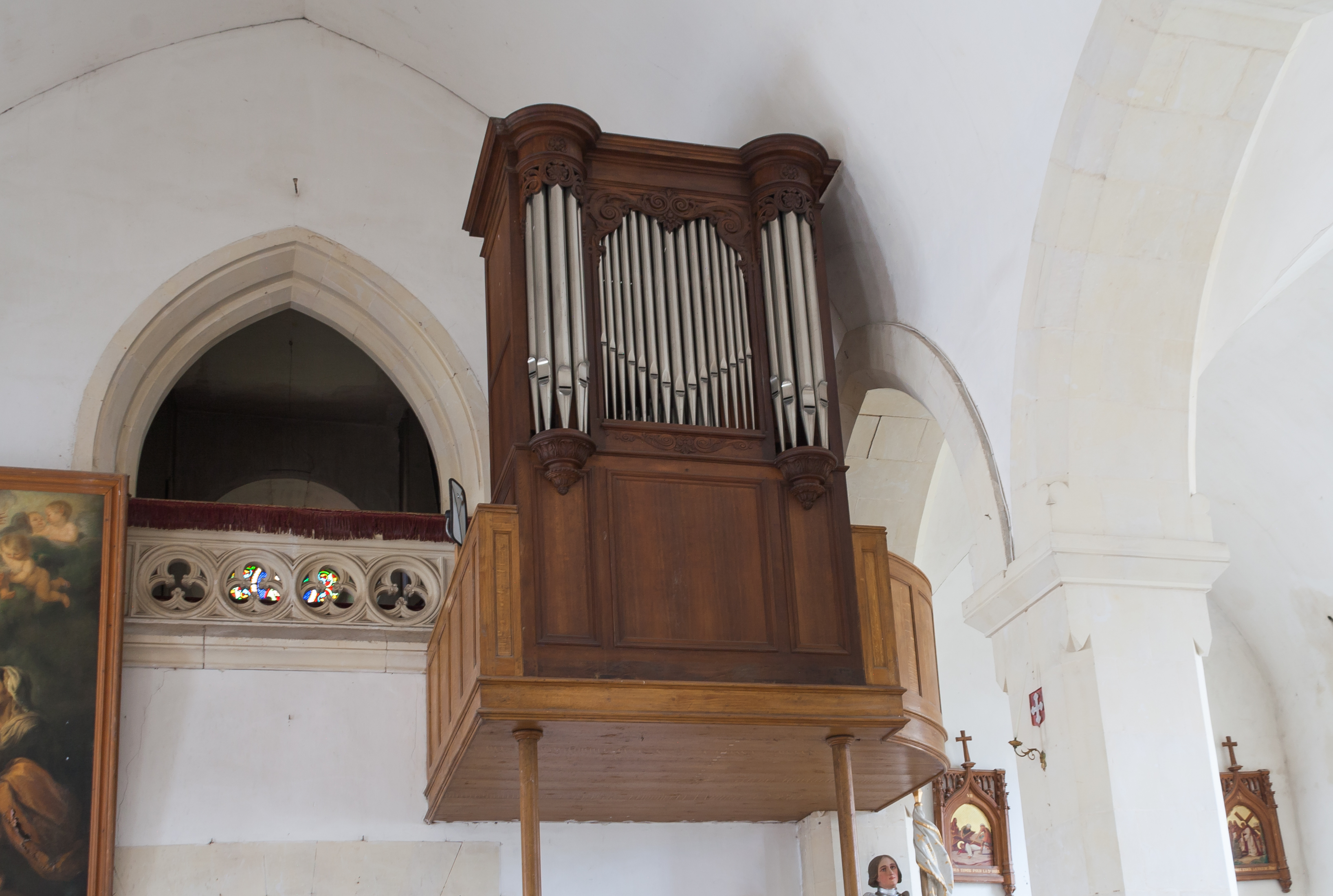
L'orgue de tribune.

L'orgue de tribune construit par le facteur Émile Orange en 1876, situé dans la nef, côté nord, est classé au titre objet aux monuments historiques depuis le 18 juillet 1980.
L'église abrite également des fonts baptismaux du XVIe siècle, une Vierge à l'Enfant du XVIIIe siècle, une statue de saint Sulpice du XVIIIe siècle, un tableau Vierge à l'Enfant du XIXe siècle, l'Annonciation du XIXe siècle.